# TV Senado (Chile)
Televisión del Senado (TVS) es un canal de televisión por suscripción chileno que transmite las sesiones del Senado de ese país, además de programas de interés cultural e informativos de las labores del Senado.[cita requerida]

## Controversias
En abril de 2019, TVSenado dejó de emitir en la televisión digital terrestre debido a que, según el CNTV, el Congreso no puede tener concesiones en señal abierta.